# Jongen in profiel
Jongen in profiel is een paneeltje in olieverf uit circa 1630, dat wordt toegeschreven aan de Haarlemse kunstschilder Judith Leyster.

## Beschrijving
Judith Leyster heeft veel kinderen geschilderd, maar dit is een van weinige echte kinderportretten die met redelijke zekerheid aan haar worden toegeschreven. In Stockholm bevindt zich een ander portretje dat het museum aan haar toeschrijft. Andere voorstellingen met kinderen zijn genrevoorstellingen, waarop de kinderen – hoe levensecht ook uitgebeeld – vooral een rol spelen en soms een moralistische boodschap uitdragen. Het Meisje met strohoed is een grensgeval. 
Terwijl Judith Leyster haar vlotte penseelvoering en rake karakterisering van kinderen zeker voor een groot deel aan Frans Hals had ontleend, wijkt dit paneeltje af van de kinderportretten die Hals zelf schilderde. In tegenstelling tot de ongedwongen houdingen van zijn drinkende, rokende en musicerende deugnieten, is dit een formeel portret dat meer past in de classicistische stroming die in haar tijd opgang maakte. Met deze klassieke traditie heeft ze in Haarlem kennis kunnen maken bij Frans de Grebber, haar veronderstelde eerste leermeester, en Salomon de Bray, en wellicht ook via het werk van Jan Lievens uit Leiden. Ook deze meesters hebben portretjes in profiel geschilderd die waren geïnspireerd door antieke munten, cameeën en medailles. Bij hen gaat het echter vaak om tronies of karakterkoppen.
Arthur K. Wheelock veronderstelde dat Leyster voor deze formele pose koos, omdat de jongen wellicht tot een voorname familie behoorde. De jongen heeft niet de destijds gebruikelijke platte kraag maar een kleine molensteenkraag, die vooral aan het eind van de 16e eeuw werd gedragen, maar rond deze tijd nog wel in zwang was aan het Haagse hof. Het wambuis herinnert aan livreien en pagekostuums. Ook de modieuze cadenette of love lock – een vlecht of haarlok links van het gezicht – kan erop wijzen dat de jongen uit de hogere kringen kwam.

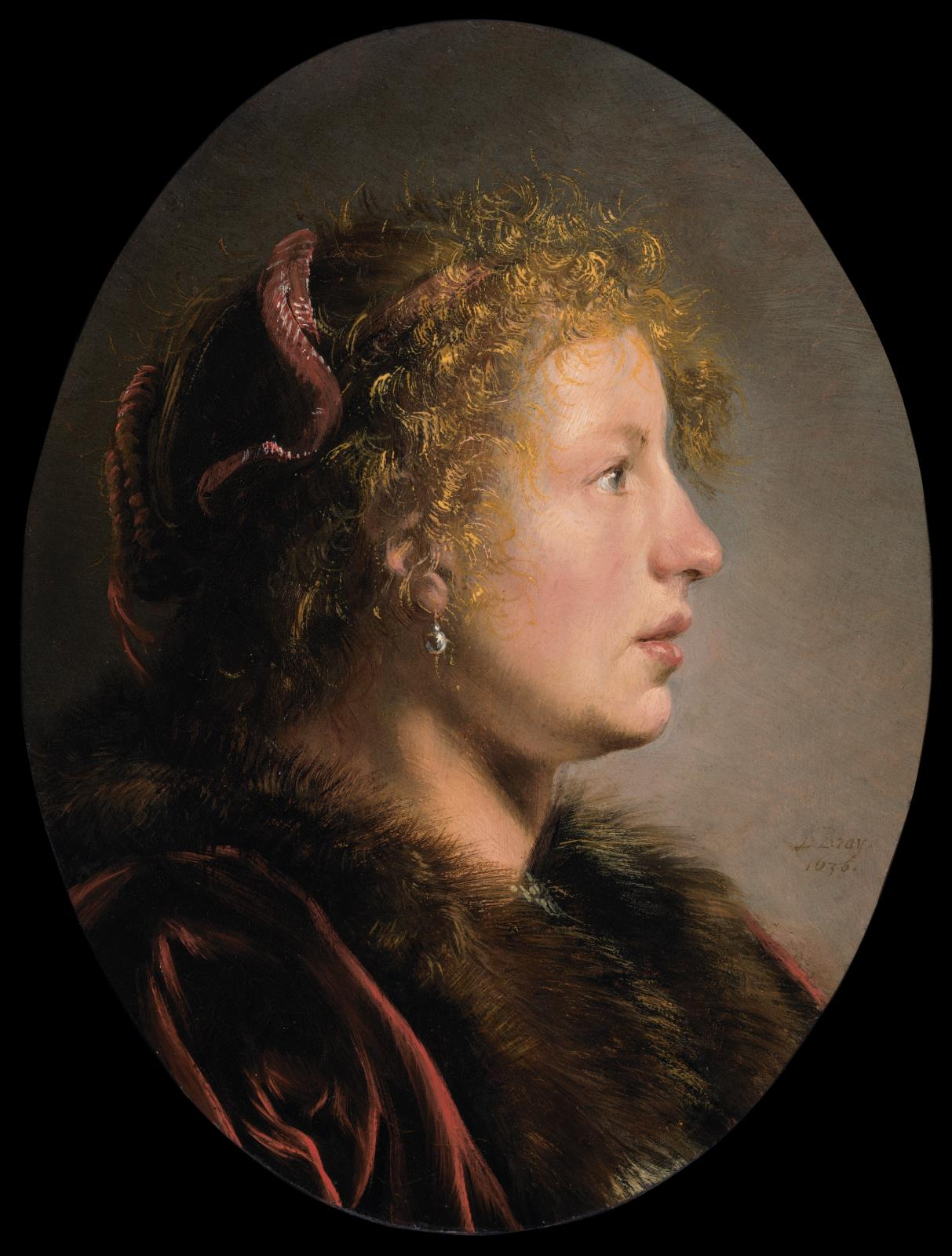
Salomon de Bray, Studie van een jonge vrouw in profiel, 1636, olieverf op paneel, 26,7 × 20,5 cm, Museum of Fine Arts (Boston)

## Herkomst
Het paneeltje bevond zich in een Zwitserse privécollectie voordat het uiterlijk in 1968 terechtkwam bij Kunsthandel P. de Boer in Amsterdam en later bij Newhouse Gallery in New York, waar Thomas Mellon Evans (New York en Greenwich, Connecticut) het verwierf. Na zijn dood bleef het in bezit van zijn echtgenote Betty Barton die het in 2009 aan de National Gallery of Art in Washington schonk.